# Roland Braunschmidt
Roland Braunschmidt (* 6. Juni 1975) ist ein österreichischer Fußballschiedsrichter und leitete von 2007 bis 2009 Spiele in der Ersten Liga. Ab der Saison 2009/10 wird Braunschmidt wieder Spiele in der Regionalliga Ost leiten. Der in der Wien lebende Braunschmidt ist Mitglied des Burgenländischen Fußballverbandes und gehört dem burgenländischen Schiedsrichter-Kollegium an (Schiedsrichter-Gruppe Neusiedl am See).

## Laufbahn als Fußballschiedsrichter
Braunschmidt legte 1997 die Prüfung zum Fußballschiedsrichter ab. Durch sein Talent und sein entschlossenes Auftreten machte er sich schon bald einen Namen und wurde in den Talentekader des burgenländischen Schiedsrichter-Kollegiums aufgenommen.
Darüber hinaus hatte er im ehemaligen EM-Schiedsrichter (2000) und WM-Schiedsrichter (1998) Günter Benkö, der seit Ende seiner aktiven Laufbahn dem burgenländischen Schiedsrichter-Kollegium als Obmann vorsteht, ein namhaftes Vorbild und Förderer. Benkös Verdienst war es, dass im Jahr 2000 im Burgenland ein Talentekader für Schiedsrichter gebildet wurde, in dem Zukunftshoffnungen regelmäßig konditionell, regeltechnisch und persönlichkeitsbildend geschult werden. Wie am Beispiel von Roland Braunschmidt und Christian Dintar festzustellen ist, tragen diese Bemühungen Früchte.
Nachdem Roland Braunschmidt am 16. März 2007 sein Qualifikationsspiel (FC Kärnten gegen SC Austria Lustenau) in der Ersten Liga zur Zufriedenheit der Beobachter geleitet hatte, wurde ihm mit 1. Juli 2007 der Bundesliga-Status zuerkannt. Braunschmidt wurde in den Kader für die Erste Liga aufgenommen und leitete am 10. August 2007 sein erstes offizielles Spiel (Schwadorf gegen FC Kärnten) als Bundesligaschiedsrichter in der zweithöchsten österreichischen Spielklasse.
Nach Ende der Saison 2008/09 musste Braunschmidt auf Grund der auch im Schiedsrichterwesen geltenden Auf- und Abstiegsregelungen wieder aus dem Bundesligakader ausscheiden, weshalb er seit Beginn der Saison 2009/10 wieder Spiele im Burgenland und in der Regionalliga Ost leitet. In der Bundesliga und der Ersten Liga kommt Braunschmidt nur mehr als Schiedsrichterassistent zum Einsatz.
Mit 1. Jänner 2010 wurde Braunschmidt in den Kader der „FIFA-Schiedsrichterassistenten“ aufgenommen.

### Spielleitungen in der österreichischen Ersten Liga
Stand: 31. Mai 2009
| Spiel | Saison  | Datum      | Heimmannschaft        | – | Gastmannschaft       | Ergeb- nis |   |   |   | Elf- meter | Anmerkung           |
| ----- | ------- | ---------- | --------------------- | - | -------------------- | ---------- | - | - | - | ---------- | ------------------- |
| 1     | 2006/07 | 16.03.2007 | FC Kärnten            | – | Austria Lustenau     | 2:1        | 9 | 0 | 0 | 1          | Qualifikationsspiel |
| 2     | 2007/08 | 10.08.2007 | Schwadorf             | – | FC Kärnten           | 2:0        | 5 | 0 | 0 | 0          |                     |
| 3     | 2006/07 | 28.09.2007 | Austria Wien II       | – | Bad Aussee           | 2:1        | 6 | 0 | 0 | 0          |                     |
| 4     | 2006/07 | 02.11.2007 | Red Bull Salzburg II  | – | Kapfenberg           | 0:2        | 6 | 0 | 0 | 0          |                     |
| 5     | 2006/07 | 04.04.2008 | Red Bull Salzburg II  | – | Leoben               | 1:0        | 3 | 0 | 0 | 0          |                     |
| 6     | 2006/07 | 29.04.2008 | Austria Wien II       | – | Kapfenberg           | 3:3        | 6 | 0 | 0 | 0          |                     |
| 7     | 2008/09 | 25.07.2008 | Vöcklabruck           | – | Gratkorn             | 4:1        | 4 | 0 | 0 | 0          |                     |
| 8     | 2008/09 | 29.08.2008 | Red Bull Salzburg II  | – | Leoben               | 1:1        | 4 | 0 | 0 | 0          |                     |
| 9     | 2008/09 | 23.09.2008 | Grödig                | – | Austria Wien II      | 0:1        | 6 | 0 | 0 | 0          |                     |
| 10    | 2008/09 | 17.10.2008 | Gratkorn              | – | FC Lustenau          | 0:0        | 9 | 0 | 1 | 1          |                     |
| 11    | 2008/09 | 31.10.2008 | Red Bull Salzburg II  | – | Austria Lustenau     | 1:0        | 1 | 0 | 0 | 0          |                     |
| 12    | 2008/09 | 14.11.2008 | SKN St. Pölten        | – | Vöcklabruck          | 1:1        | 5 | 0 | 0 | 0          |                     |
| 13    | 2008/09 | 21.11.2008 | Gratkorn              | – | Austria Wien II      | 2:0        | 2 | 0 | 0 | 0          |                     |
| 14    | 2008/09 | 13.03.2009 | Grödig                | – | SKN St. Pölten       | 3:0        | 5 | 1 | 0 | 1          |                     |
| 15    | 2008/09 | 03.04.2009 | Leoben                | – | Austria Wien II      | 2:1        | 5 | 1 | 1 | 1          |                     |
| 16    | 2008/09 | 18.04.2009 | SKN St. Pölten        | – | Red Bull Salzburg II | 3:1        | 4 | 0 | 2 | 1          |                     |
| 17    | 2008/09 | 01.05.2009 | Leoben                | – | Grödig               | 0:1        | 3 | 0 | 0 | 0          |                     |
| 18    | 2008/09 | 12.05.2009 | Wacker Innsbruck      | – | Vöcklabruck          | 4:3        | 6 | 0 | 0 | 0          |                     |
| 19    | 2008/09 | 29.05.2009 | Admira Wacker Mödling | – | Gratkorn             | 2:1        | 0 | 0 | 0 | 0          |                     |